# Normálvektor
A geometriában a normálvektor, röviden normális merőleges egy egyenesre, egy síkra, görbére, felületre vagy ezek általánosítására. Egy egységnormálvektor vagy egységnormális egy 1 hosszúságú normálvektor.
Cikkünkben először a síkbeli egyenes és térbeli sík normálisával foglalkozunk, a többi esetre később térünk rá.

## Lineáris algebra és analitikus geometria
Ebben a szakaszban a vektorokat vektornyilakkal jelöljük.

### Egyenes normálvektora

Egyenes normálvektorokkal és egységnormálvektorokkal

Egy {\displaystyle g} egyenes normálvektora a síkban egy nullvektortól különböző vektor, ami merőleges a  {\displaystyle g} egyenesre. Ekkor a vektor az egyenes normálisa, illetve ortogonálisa.
Ha a {\displaystyle {\vec {v}}=(a,b)} vektor irányvektora a {\displaystyle g} egyenesnek, akkor a {\displaystyle (-b,a)} és {\displaystyle (b,-a)} a {\displaystyle g} egyenes normálvektora. A {\displaystyle {\vec {v}}} irányban az egyenes mentén futva, {\displaystyle (-b,a)} balra, {\displaystyle (b,-a)} jobbra mutat.
Ha az egyenes az
{\displaystyle y=mx+c}
egyenlettel van megadva, akkor {\displaystyle (1,m)} az egyenes irányvektora, {\displaystyle (-m,1)} és {\displaystyle (m,-1)} normálvektorok. Ha {\displaystyle m\neq 0}, akkor a normálisok meredeksége {\displaystyle -{\tfrac {1}{m}}}. Ha {\displaystyle m=0}, akkor {\displaystyle g} vízszintes, így normálisai függőlegesek, egyenletük tehát {\displaystyle x=a} alakú.
Ha az egyenes az általános
{\displaystyle ax+by=d}
alakban van adva, akkor {\displaystyle (a,b)} egy normálvektor.
Egy {\displaystyle {\vec {n}}} normálvektorból kiszámítható {\displaystyle {\vec {n}}_{0}} egységnormálvektor, amennyiben a {\displaystyle {\vec {n}}} normálvektort osztjuk hosszával. Ezt a műveletet normálásnak nevezik:
{\displaystyle {\vec {n}}_{0}={\frac {1}{|{\vec {n}}|}}{\vec {n}}}
A másik egységnormálvektor megkapható, ha ezt -1-eggyel szorozzuk: {\displaystyle -{\vec {n}}_{0}} az előző egységnormálvektorral ellentett irányú egységnormálvektor. Egy normálvektorból megkapható bármely másik normálvektor egy nullától különböző számmal való szorzással.

### Sík normálvektora

Egy sík két normálvektora

Egy háromdimenziós térben egy {\displaystyle E} sík normálvektora egy nullvektortól különböző, a síkra merőleges vektor; tehát a síkra merőleges egyenesek irányvektora.
Ha az egyenes egyenlete
{\displaystyle ax+by+cz=d}
alakú, akkor {\displaystyle (a,b,c)} a sík normálvektora.
Ha az {\displaystyle E} sík a feszítő {\displaystyle {\vec {u}}=(u_{1},u_{2},u_{3})} és {\displaystyle {\vec {v}}=(v_{1},v_{2},v_{3})} vektorokkal van adva, akkor, mivel az {\displaystyle {\vec {n}}=(n_{1},n_{2},n_{3})} vektor mindkét feszítő vektorra merőleges, egy lienáris egyenletrendszer adódik:
{\displaystyle {\begin{aligned}u_{1}\,n_{1}+u_{2}\,n_{2}+u_{3}\,n_{3}&=0\\v_{1}\,n_{1}+v_{2}\,n_{2}+v_{3}\,n_{3}&=0\end{aligned}}}
Minden, a {\displaystyle (0,0,0)} triviális megoldástól különböző megoldás normálvektort eredményez.
Egy másik lehetőség a vektoriális szorzás felhasználásával adódik a normális kiszámítására:
{\displaystyle {\vec {u}}\times {\vec {v}}={\begin{pmatrix}u_{2}\cdot v_{3}-u_{3}\cdot v_{2}\\u_{3}\cdot v_{1}-u_{1}\cdot v_{3}\\u_{1}\cdot v_{2}-u_{2}\cdot v_{1}\end{pmatrix}}}
egy vektor, ami merőleges az {\displaystyle {\vec {u}}} és {\displaystyle {\vec {v}}} vektorokra, és {\displaystyle {\vec {u}},{\vec {v}},{\vec {u}}\times {\vec {v}}}  ebben a sorrendben jobbfogású rendszert alkot.
Ha {\displaystyle E} egyenlete
{\displaystyle z=ax+by+c} alakú,
akkor {\displaystyle (-a,-b,1)} egy felfelé és {\displaystyle (a,b,-1)} egy lefelé mutató normálvektor.
Ahogy az egyenesnél, úgy a síknál is kapható egységnormálvektor, ha a normálvektort elosztjuk hosszával. A másik egységnormálvektor ebből {\displaystyle -1}-gyel való szorzással kapható. Tetszőleges normálvektor megkapható egy alkalmas nullától különböző számmal való szorzással.
Egy síkot egyértelműen meghatározza egy pontja és egy normálisa.

## Görbék és felületek normálvektora

### Síkgörbék normálvektora

Síkgörbe normálissal, érintővel és normálenvektorral

Az analízisben és a differenciálgeometriában egy síkgörbe adott pontbeli normálvektora egy vektor, ami merőleges a helyi érintőre. A normálvektor egyenese a normális, ami merőleges az érintőre.
Ha a görbe egy differenciálható függvény, {\displaystyle f} grafikonjaként van adva, akkor az érintő meredeksége az {\displaystyle p=(x_{0},f(x_{0}))} pontban {\displaystyle m_{t}=f'(x_{0})\,}, tehát a normális meredeksége
{\displaystyle m_{n}=-{\frac {1}{m_{t}}}=-{\frac {1}{f'(x_{0})}}\,.}
Így az {\displaystyle p=(x_{0},f(x_{0}))} pontban a normális 
{\displaystyle y=f(x_{0})+m_{n}(x-x_{0}),}
azaz
{\displaystyle y=f(x_{0})-{\frac {1}{f'(x_{0})}}(x-x_{0})}
Ha a síkgörbe paraméteresen van adva, és egyenlete {\displaystyle c(t)=(x(t),y(t))}, akkor {\displaystyle {\dot {c}}(t)=({\dot {x}}(t),{\dot {y}}(t))} érintővektor a {\displaystyle c(t)} pontban, és {\displaystyle ({\dot {y}}(t),-{\dot {x}}(t))} egy jobbra mutató normálvektor. Itt a differenciálgeometriában szokásos módon a pötty a görbe paramétere szerinti deriváltat jelenti.

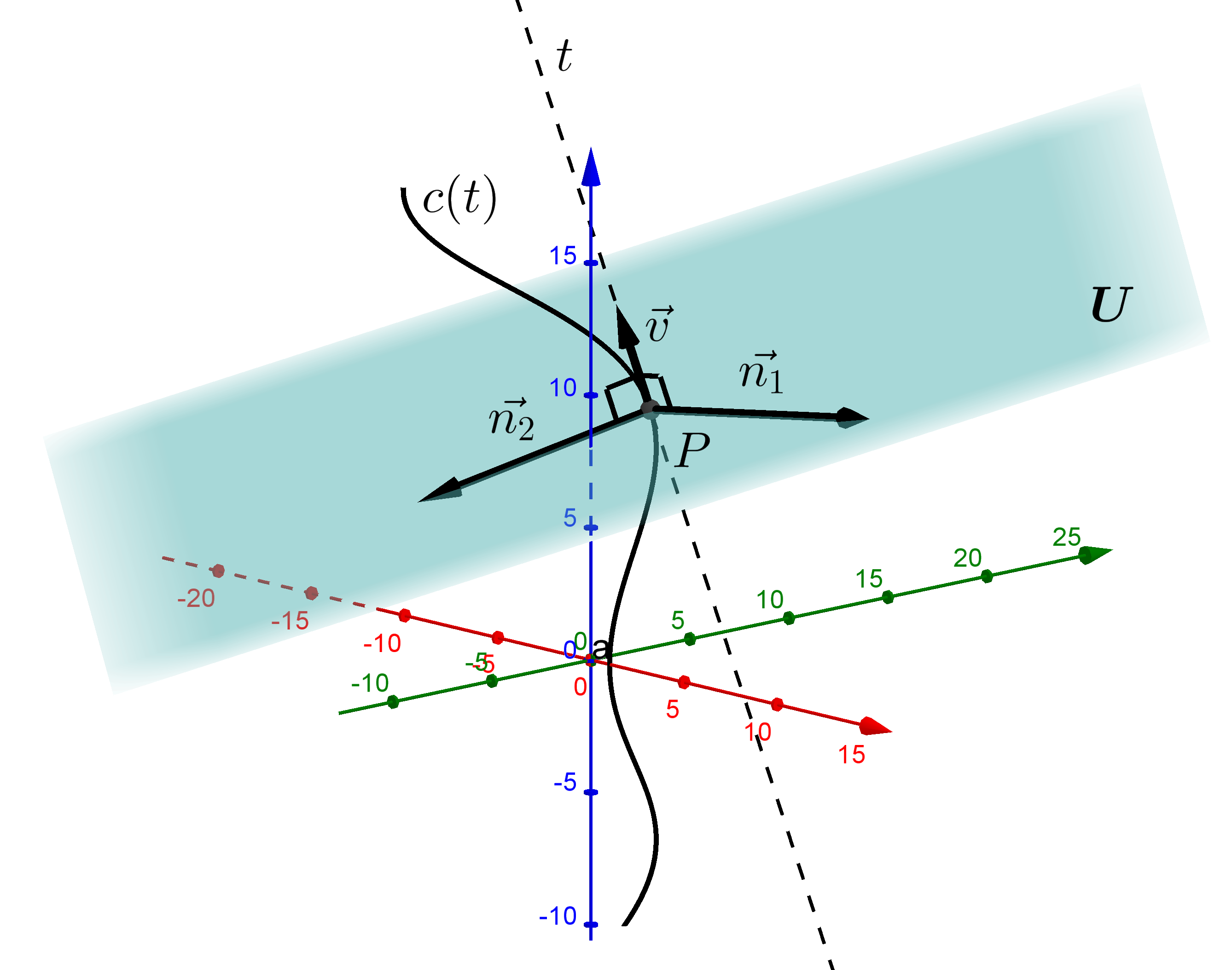
Térgörbe két normálvektorral, és merőleges síkkal a pontban

Térgörbék esetén a normálvektorok egy kétdimenziós alvektorteret alkotnak, a hozzá tartozó affin altér a {\displaystyle P} ponton átmenő, a görbére merőleges sík. Az elemi differenciálgeometriában a görbület irányába mutató egységvektort választjuk. Ez a főnormális egységvektor, lásd még: Frenet-formulák.

### Felületek normálvektora

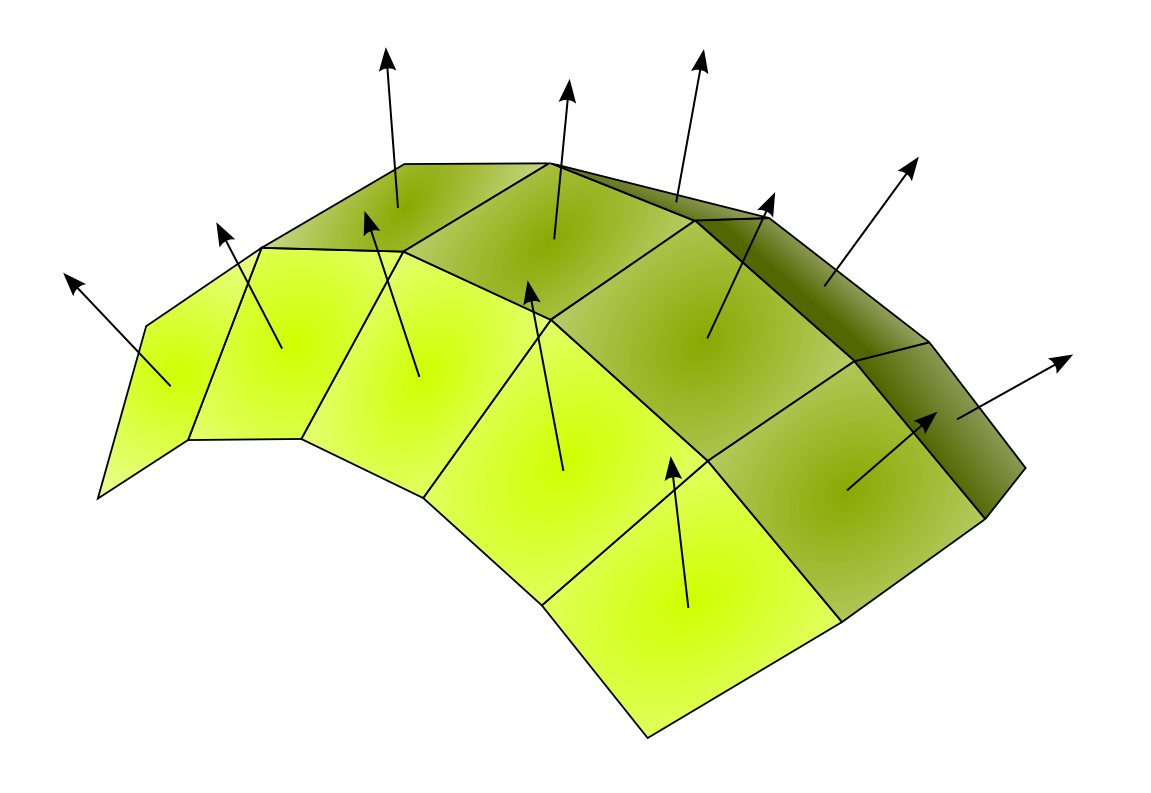
A normálvektor megjelenítése

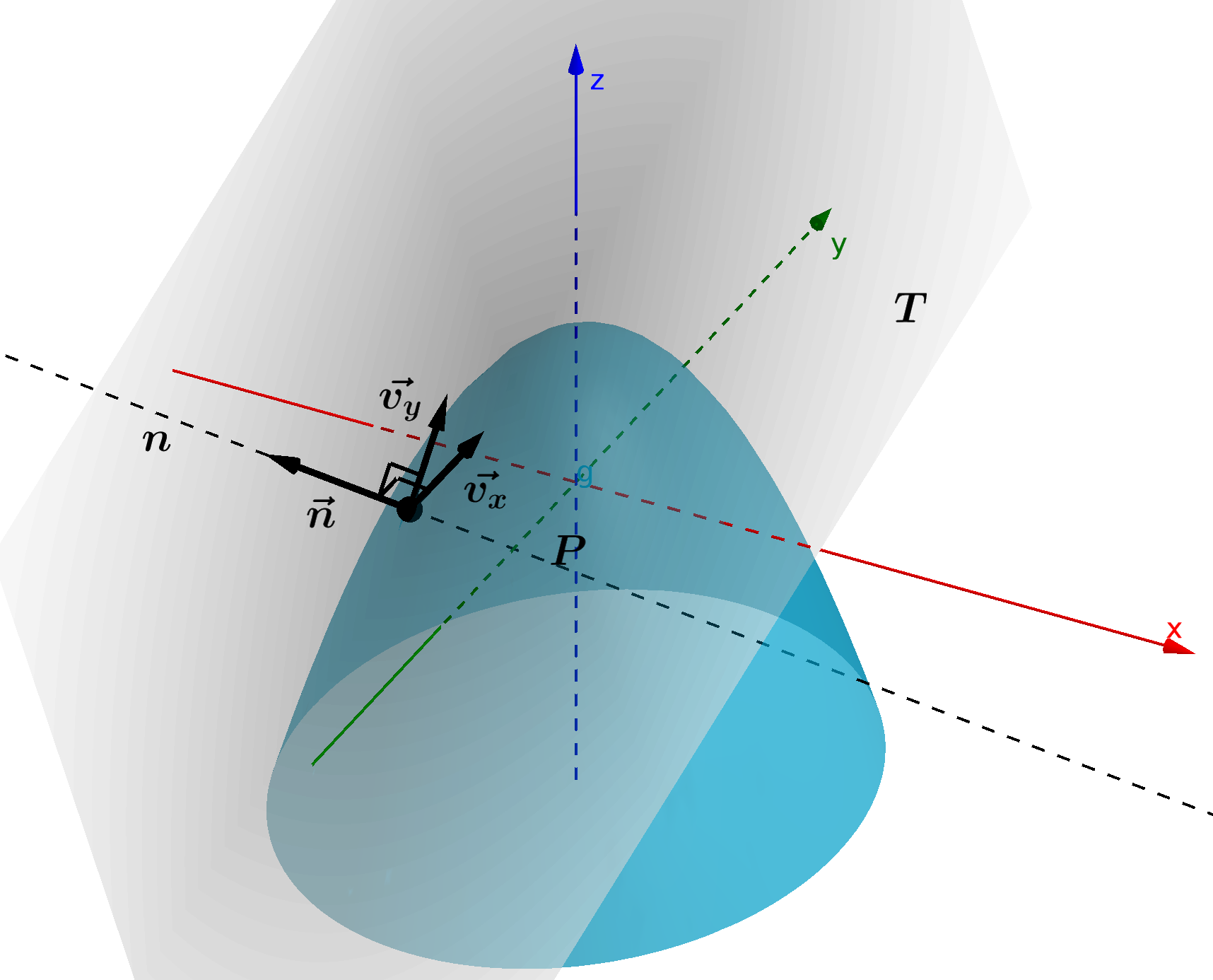
Érintősík:
Normális:
Normálvektor:

A görbékhez hasonlóan, egy felület normálvektora a háromdimenziós térben   egy vektor, ami merőleges a helyi érintősíkra.
Ha a felület az
{\displaystyle F\colon U\subset \mathbb {R} ^{2}\to \mathbb {R} ^{3},\quad (u,v)\mapsto F(u,v)}
paraméteres alakban van adva, akkor az
{\displaystyle F_{u}(u,v):={\frac {\partial F}{\partial u}}(u,v)} és {\displaystyle F_{v}(u,v):={\frac {\partial F}{\partial v}}(u,v)}
vektorok az érintősík feszítővektorai az {\displaystyle F(u,v)} pontban, feltéve, hogy az {\displaystyle (u,v)} felület reguláris, azaz {\displaystyle F_{u}(u,v)} és {\displaystyle F_{v}(u,v)} lineárisan független. Egy normálvektor az {\displaystyle F(u,v)} pontban egy vektor, ami merőleges az  {\displaystyle F_{u}(u,v)} és {\displaystyle F_{v}(u,v)} vektorokra, például az :{\displaystyle N(u,v):={\frac {F_{u}(u,v)\times F_{v}(u,v)}{\left|F_{u}(u,v)\times F_{v}(u,v)\right|}}\,.} vektoriális szorzattal számított és lenormált főnormális egységvektor. Itt a függőleges vonalak az euklideszi normát jelentik.
Ha a felület az 
{\displaystyle g(x,y,z)=0}
implicit egyenlettel van adva, ahol {\displaystyle g\colon \mathbb {R} ^{3}\to \mathbb {R} } differenciálható függvény, akkor az
{\displaystyle \operatorname {grad} g(x,y,z)=\left({\frac {\partial g}{\partial x}}(x,y,z),{\frac {\partial g}{\partial y}}(x,y,z),{\frac {\partial g}{\partial z}}(x,y,z)\right)}
gradiens az {\displaystyle (x,y,z)} pontbeli normálvektora, feltéve, hogy nem tűnik el.
Ha a felület az {\displaystyle f\colon \mathbb {R} ^{2}\to \mathbb {R} } differenciálható függvény grafikonjaként van adva, akkor
{\displaystyle \left(-{\frac {\partial f}{\partial x}}(x,y),-{\frac {\partial f}{\partial y}}(x,y),1\right)}
felfelé mutató normálvektor a {\displaystyle p=(x,y,f(x,y))} pontban. Ez megkapható, ha {\displaystyle F(x,y)=(x,y,f(x,y))} egy paraméterezés, vagy a felület az {\displaystyle F(x,y)=(x,y,f(x,y))} egyenlettel van megadva.

## Általánosítások
A normálvektor fogalma általánosítható:
- affin alterekre (általánosított síkok), magasabb dimenziós euklideszi terekben, különösen hipersíkokra
- felületekre, hiperfelületekre, részsokaságokra magasabb dimenziós euklideszi terekben
- Riemann-sokaságok felületei, hiperfelületei és részsokaságai
- Nem sima objektumok, mint konvex testek és rektifikálható halmazok.

## Alkalmazások
Az analízisben és a differenciálgeometriában a normálvektorok központi szerepet játszanak a felszínek és a felületi integrálok számításában. A számítógépes grafikában többek között a normálvektort is használják arra, hogy egy felület a felhasználó felé fordul-e, ez alapján kizárhatók a nem látható felületek. A többi felülethez a fénybeesés és tükröződések számításához.

## Fordítás
- Ez a szócikk részben vagy egészben  a   Normalenvektor című német Wikipédia-szócikk fordításán alapul.  Az eredeti cikk szerkesztőit annak laptörténete sorolja fel. Ez a jelzés csupán a megfogalmazás eredetét és a szerzői jogokat jelzi, nem szolgál a cikkben szereplő információk forrásmegjelöléseként.